# Mitrella beccarii
Mitrella beccarii är en kirimojaväxtart som först beskrevs av Rudolph Herman Scheffer, och fick sitt nu gällande namn av Friedrich Ludwig Diels. Mitrella beccarii ingår i släktet Mitrella och familjen kirimojaväxter. Inga underarter finns listade i Catalogue of Life.